# 김봉조 (1907년)
김봉조(金鳳祚, 1907년 1월 19일 대한제국 경상북도 청송 출생 - 1983년 5월 5일 대한민국 경상북도 청송에서 별세.)는 대한민국의 정치인이다.

## 약력
- 화목공립보통학교, 대구계성중학교를 거쳐 평양숭실전문학교 농과와 일본 주오 대학 법학과를 졸업하고 대구계성중학교 교사, 김천중, 경북여중, 김천여중, 부산동신중, 영남상업고등학교 교장, 경상북도 학무과장을 역임하였다.
- 1948년 5월 10일 : 제헌 국회의원(경북 청송)
- 제2대 국회의원을 역임하였다.

## 역대 선거 결과
|  | 57.98% |

|  | 23.54% |

|  | 27.77% |

|  | 17.72% |

## 참고자료
- 《대한민국 의정총람》, 국회의원총람발간위원회, (1994년)
- 김봉조 - 대한민국헌정회